# بيرفكت دارك (غيم بوي كولر)
الظلام الكمال هو عمل لعبة الفيديو التي وضعتها النادرة والتي نشرتها نينتندو حصريا لوحدة لعبة المحمولة لعبة فتى اللون. وكان أفرج عنه في أغسطس 2000، بعد وقت قصير من الإفراج عن نظيرتها نينتندو 64. وستقام المباراة في عام 2022، قبل سنة واحدة لأحداث اللعبة نينتندو 64، ويلي مآثر جوانا الظلام لأنها محاولات لإثبات نفسها وكيلا عن وكالة معهد كارينغتون.
هذه اللعبة تدور حول اطلاق النار المعارضين واستكمال أهداف مثل إنقاذ الرهائن أو استرداد العناصر. ويتميز أيضا وضع متعددة حيث يمكن أن تنافس لاعبين اثنين في أنواع مختلفة من إعدادات الموت. اللعبة تشمل وظائف قعقعة المدمج في داخل خرطوشة اللعبة وتدعم الطابعة لعبة فتى، لعبة كابل الربط، ونقل الاكسسوارات الباكستانية. يسمح باك نقل بعض الميزات داخل اللعبة نينتندو 64 لتكون مقفلة بدلا من ذلك. تلقى الكمال الظلام عموما ردود فعل متباينة من النقاد لعبة فيديو، الذين انتقدوا هذه اللعبة الفقراء وصعبة ولكن أشاد الرسومات.

## اللعب
الظلام الكمال هو العمل لعبة يتم تقديمها من منظور علوي حيث يمكن للاعب التحرك واطلاق النار في ثمانية اتجاهات مماثلة ل ميتال جير: شبح بابل .  لاعب يفترض دور جوانا الظلام ، الذي يجب أن يكمل في البداية طريقة التدريب حيث وسيتم توفير سلسلة ثابتة من التحديات حتى يتسنى للاعب يتعلم الميكانيكا اللعبة. وتشمل هذه الميكانيكا استخدام الشبح ، حيث يتم الطعن اللاعبين لقتل الأعداء من التسلل وراءها دون ضجيج (على سبيل المثال تشغيل أو إعادة الأسلحة)، كاملة لعبة نوع الذاكرة التي تنطوي على الضغط على أزرار مختلفة في ترتيب معين لفتح الأبواب، واطلاق النار على أهداف من منظور الشخص الأول .
وتنقسم الحملة إلى عدة بعثات إلى أن لاعب لديه لإكمال في الوقت الذي تقاتل الأعداء واستكمال الأهداف. وتتراوح أهداف من انقاذ الرهائن لاستكشاف مجالات واستعادة العناصر مثل كييكاردس أو المتفجرات أو أجهزة الكمبيوتر المحمولة، والتي هي مفيدة لاختراق الأجهزة الإلكترونية. ولاعب يمكن أن تلتقط أسلحة جديدة، والصحة والذخيرة انخفض بنسبة الأعداء إذا لزم الأمر. كما تحتوي اللعبة عدة ألعاب مصغرة، بما في ذلك على مستوى القيادة ومهمة قنص، فضلا عن العديد من رئيسه معارك أن لاعب لديه لهزيمة من أجل التقدم من خلال القادم المستوى. وبهزيمة أي من هذه الألعاب المصغرة، يمكن للاعب الحصول عليها في القائمة إضافات اللعبة.
بالإضافة إلى لاعب واحد حملة، الكمال الظلام يتميز متعددة واسطة. مع مساعدة من كابل لعبة لينك، يمكن لاعبين اثنين يرتبط معا والتنافس في أربعة أنواع مختلفة من الموت وسائط، بدءا من قتل دون وother- القياسية شخص في وقت محدد سلفا إلى وضع قوة مضادة، حيث أول لاعب يجب انقاذ رهينتين في حين ثاني لاعب لديه لحراستهم. هي مقفلة مختلفة خرائط متعددة كما تقدم لاعب من خلال وضع لاعب واحد. وبالإضافة إلى ذلك، مع استخدام من اختياري نقل باك، يمكن للاعبين استخدام خرطوشة اللعبة لفتح بدلا من ذلك بعض غش في ل نظيره نينتندو 64 . يمكن أيضا استخدام اللاعبين لل طابعة لعبة فتى لطباعة ملامح شخصية.

## قطعة
الظلام الكمال تدور أحداثه في أوائل عام 2022، التي سبقت قصة لعبة نينتندو 64 لسنة واحدة. جوانا الظلام هو طالب في معهد كارينغتون، وأنها حريصة على إكمال المراحل النهائية من تدريبها. بعد الانتهاء من التدريب لها بنجاح، معهد كارينغتون زعيم دانيال كارينغتون يرسل لها في مهمة لتدمير منشأة لتصنيع سايبورغ غير الشرعيين في غابة في أمريكا الجنوبية. ويرأس منشأة من قبل المنك هنتر، وهو إرهابي خطير للغاية والذي يهدف لإنتاج أسلحة ذات تقنية عالية لعمليات إرهابية. جوانا تمكن من إكمال مهمتها من خلال القضاء على هنتر وتدمير المنشأة بالكامل. وعندما يتصل كارينغتون جوانا، وذكرت أن، أثناء هبوط لها في الغابة، شاهدت طائرة اسقاطها وقدمت مذكرة من الإحداثيات. كارينغتون قريبا يتعلم أن هناك على الجسم الغريب في المنطقة في ذلك الوقت والتي dataDyne، المطور العالمية الرائدة في مجال التكنولوجيا الجديدة، هو الحصول على بعيدا مع حطام الطائرة الغريبة.
ثم أمر جوانا للتحري حول والتحقيق في موقع الحادث. في هذه العملية، وقالت انها تم القبض واقتيد إلى السطحية أنا السفينة، جنبا إلى جنب مع حطام الطائرة الغريبة. ومع ذلك، فإن أجنبي غامض ينقذ لها ويقنعها أن يغرق السطحية أنا مع حطام والهروب. وتخلف وعندما الاتصالات كارينغتون، تقول له أنها اكتشفت أن حطام ينتمي إلى سباق الغريبة دعا Skedar، كائنات فضائية اجه في المباراة نينتندو 64. يتغير الوضع فجأة عندما اقتحمت المعهد كارينغتون من قبل فريق إضراب dataDyne الذي يأمل لتدمير أي أدلة من المؤامرة. تدير جوانا للدفاع حصل المعهد وعملها لها ما يكفي من الاعتراف للمشاركة في مهمتها القادمة. وتنتهي اللعبة مع معهد كارينغتون إجراء المزيد من التحقيقات في dataDyne، وتحديد مرحلة لعبة نينتندو 64.

## تطوير وإطلاق
الكمال الظلام تم تطويره من قبل نادرة والتي نشرتها نينتندو ل عبة فتى اللون. وأعلن عن اللعبة رسميا في 13 يناير عام 2000 عندما كان نظيرتها نينتندو 64 لا تزال قيد التطوير. في ذلك الوقت، تقسيم نادر كان فريق تطوير لعبة بوي لونه إلى اثنين: واحد للحصول على إصدار لعبة فتى اللون من دونكي كونج البلد والآخر لل مثالية الظلام . منذ الكمال الظلام هي واحدة من النادرة وأحدث الألعاب وضعت لعبة فتى اللون، أراد مطوري اللعبة لدعم كل ملحق لعبة فتى اللون، بما في ذلك الفتى طابعة لعبة، نقل باك، ولعبة كابل الربط.
نادرة كان مقررا أصلا لتشمل وجها لرسم الخرائط لعبة فتى الكاميرا ميزة من شأنه أن يسمح للاعبين لوضع صورة من اختيارهم على وجه شخصية متعددة في لعبة نينتندو 64 مع مساعدة من نقل باك. ومع ذلك، فإن الشركة في نهاية المطاف إزالة هذه الميزة بسبب أحداث مثل مجزرة مدرسة كولومبين العليا. يتميز اللعبة أيضا المدمج في وظائف قعقعة في خرطوشة اللعبة، والذي يوفر قوة ردود الفعل في حين يلعب لعبة. الكمال الظلام قدمت في معرض الترفيه الإلكتروني في عام 2000 ووكان من المقرر في البداية الإفراج عنه في 12 يونيو 2000. ووفقا لنادر، «ماذا يمكن أن يكون مرافقة أفضل لجوانا في الظلام [نينتندو 64] لأول مرة من عنوان الحصري لعبة فتى اللون الذي يغوص لها مآثر السابقة؟»  ومع ذلك، كانت اللعبة صدر في نهاية المطاف في أغسطس 2000.

## استقبال
الكمال الظلام تلقى مراجعات مختلطة عموما من النقاد لعبة فيديو. وفي موقع مراجعة مجموع جيم رانكينجز، لعبة تحمل على متوسط درجة مراجعة 65.67٪ على أساس 9 الاستعراضات. فرانك بروفو من جيم سبوت شعرت أن لعبة «هل نظيره عدالتها نينتندو 64، وإن كان. جزافا»  الكتابة للألعاب الهدف، أشاد جوناثان نيكلاس الرسومات، وتسليط الضوء شخصية مفصلة للعبة العفاريت و«جذابة» الخلفيات. كما أشاد صوت يتصرف، معلقا:«لقد فوجئت بعمق لإيجاد خطاب على يده الشيخوخة وهذا في الواقع إلى حد ما واضحة. أعني، والكلام في لعبة N64 هو الاكتشاف النادر، لذلك الكلام على GBC ثورية.» وعلى الرغم من أبرز الصوت اللعبة، انتقد جيم سبوت حقيقة أنه لا يوجد الموسيقى أثناء اللعب.
. وقد وجهت انتقادات في اللعب اللعبة صعبة بسبب ندرة الصحة والذخيرة، ونقص واضح في عموما إستراتيجية  انتقد IGN مراجع كريغ هاريس ضعف الذكاء الاصطناعي من الأعداء،  بينما انتقد جيم سبوت اليات الشبح، معلقا: «من الناحية النظرية يجب عليك يكون التسلل على الأعداء، نزع فتيل القنابل، وإنقاذ الرهائن. وفي الممارسة العملية، ومع ذلك، وأعداء بدوره حولها والهجوم حتى عندما كنت التسلل عليها ونزع فتيل القنابل لا يتطلب أي جهد، وبالتالي فإن اقتراح إستراتيجية موضع نقاش.»  N64 مجلة ، في قسم منها «كوكب لعبة بوي»، مقارنة اللعبة بشكل إيجابي ل ميتال جير: شبح بابل ، مشيرا إلى أن الكمال الظلام . لديها تركيز أقل على التخفي وأكثر على قتل  وجدت بعض المراجعين الألعاب المصغرة مثيرة للاهتمام، ولكن الأكثر وافق أنهم كانوا مقلد بشكل واضح من الألعاب مثل الجاسوس هنتر و عملية وولف .
في وجهة نظر ايجابية جدا، كوكب لعبة فتى أشادت مجلة الألعاب المصغرة وسلطت الضوء على وضع متعددة بسبب اختياره للألعاب تنافسية، وخلصت إلى: «الكمال الظلام هي واحدة من أكبر الألعاب المحمولة من أي وقت مضى، ولمحبي [نينتندو 64] النسخة انها عملية شراء حيوية». وأشاد IGN أيضا وضع متعددة وإضافات، ولكن لاحظ أن«ليس هناك إستراتيجية حقيقية تشارك في هذه الألعاب الموت غيرها من العثور على الشخص الآخر وفتح النار حتى يموت واحد وrespawns في مكان آخر على الخريطة». وفي استعراض بأثر رجعي، جون الغرين من NintendoLife شعرت أن نادر«قام بعمل عظيم في عصر الكثير من الميزات والسحر الفني في عربة صغيرة، ولكن يبدو من خلال التركيز بشدة على التكنولوجيا أنها قد ضحت كثيرا من ما من شأنه جعلها أكثر متعة للعب». وفي عام 2012، جاميس رادار في المرتبة أفضل لعبة 47th المتاحة على الصبي لعبة و / أو جيم بوي اللون. وأشاد الموظفين نادر للتكيف من اللعبة نينتندو 64.

## روابط خارجية
- Official website في أرشيف الإنترنت(أرشفت في  أغسطس 23, 2000)آلة ايباك (المؤرشفة 23 أغسطس 2000) <و قالب ايباك يجري النظر في دمج .

> 